# Livia Altmann
Livia Altmann (* 13. Dezember 1994 in Chur) ist eine ehemalige Schweizer Eishockeyspielerin aus Arosa, die hauptsächlich für die ZSC Lions Frauen in der Schweizer Women’s League und die Colgate Raiders in den Vereinigten Staaten spielte.

## Leben und Karriere
Livia Altmann entstammt einer Eishockey-begeisterten Aroser Familie. Schon Vater Adrian Altmann spielte 1982 bis 1984 für den EHC Arosa in der Nationalliga A, zunächst als Verteidiger, dann im Angriff. Ihr knapp zwei Jahre älterer Bruder Fabian Altmann wirkte von 2013 bis 2015 als Stürmer ebenfalls für den EHC Arosa, nachdem er zuvor für die Elite-Junioren des EV Zug aufgelaufen war.

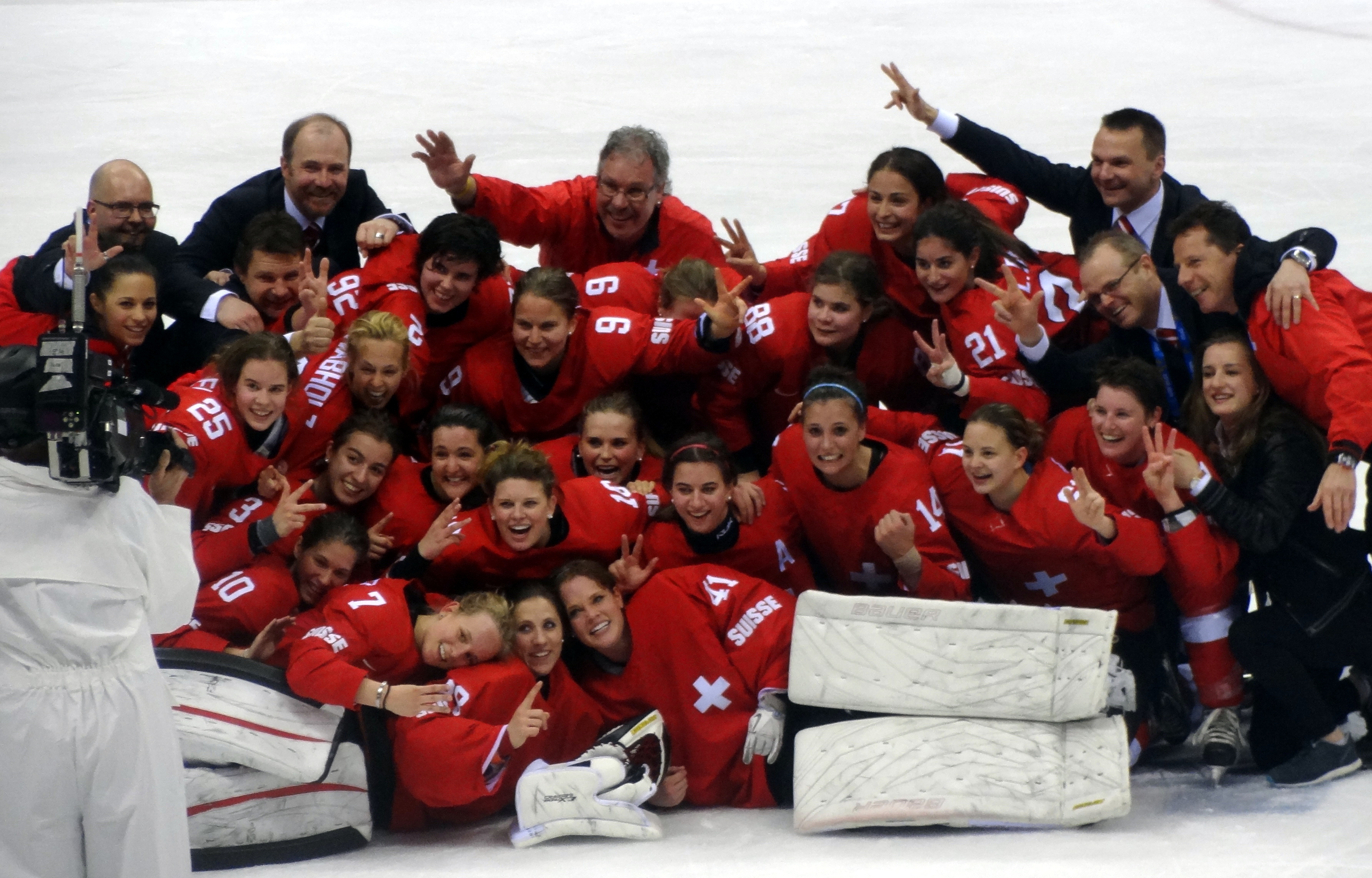
Gewinn der Bronzemedaille bei den Olympischen Winterspielen 2014

Livia Altmann begann bereits im Alter von vier Jahren mit dem Eishockeyspiel. Da der EHC Arosa über keine Damenmannschaft verfügte, spielte sie zusammen mit der gleichaltrigen Isabel Waidacher und deren Schwestern Monika und Nina bei den männlichen Schulkollegen mit. Weil sie in diesem Umfeld rasch Fortschritte erzielte, wurde sie 2008/09 in den Schweizer Nachwuchs-Nationalkader berufen. Dort vertrat sie die Schweiz an den U-18-Weltmeisterschaften 2011 und 2012. Nach der obligatorischen Schulzeit in Arosa besuchte sie die Kantonsschule in Chur, die sie im Sommer 2014 mit der Matura abschloss.
Um sich sportlich weiterzuentwickeln, wechselte Altmann auf die Saison 2011/12 zu den ZSC Lions Frauen, mit welcher sie 2012, 2013 und 2016 den Schweizer Meistertitel gewann. Ab 2012/13 bis zu ihrem Rücktritt war sie Mitglied der Schweizer Nationalmannschaft der Frauen, mit der von 2013 bis 2019 an der Weltmeisterschaft teilnahm. 2014 errang Livia Altmann an den Olympischen Winterspielen in Sotschi die Bronzemedaille.
Ab 2015/2016 bis zu ihrem Ausscheiden aus dem Kader war Livia Altmann Captain der Nationalmannschaft. Diese Funktion hatte sie zuvor auch bei den ZSC Lions innegehabt. Von August 2016 bis 2019 spielte sie für die Colgate Raiders in Hamilton Universitätshockey. Altmann versprach sich von dem Wechsel nach Nordamerika weitere Impulse für ihre sportliche Laufbahn. An der Weltmeisterschaft 2019 erlitt Altmann eine Verletzung am Nacken, deren Folgen dazu führten, dass sie ihre Eishockey-Karriere 2020 beenden musste.

## Varia
Anlässlich des Spengler Cups 2014 nahm Altmann zusammen mit Nina Waidacher und Florence Schelling am «Legenden-Spiel» zwischen dem HC Davos und dem EHC Arosa teil.
2016 wurde Livia Altmann für die Wahl zur Bündner Sportlerin des Jahres nominiert, wobei sie den dritten Rang erreichte.
Livia Altmann ist die Tochter von Yvonne Altmann, die am 1. Januar 2021 als erste Frau das Gemeindepräsidium von Arosa übernahm.

## Erfolge und Auszeichnungen

### National
- 2012 Schweizer Meister mit den ZSC Lions Frauen
- 2013 Schweizer Meister mit den ZSC Lions Frauen
- 2016 Schweizer Meister mit den ZSC Lions Frauen[16]
- 2016 Nomination zur Wahl der Bündner Sportlerin des Jahres

### International
- 2014 Bronzemedaille bei den Olympischen Winterspielen

## Karrierestatistik
Livia Altmann vertrat die Schweiz bei:
- Weltmeisterschaft 2013
- Olympische Winterspiele 2014
- Weltmeisterschaft 2015
- Weltmeisterschaft 2016
- Weltmeisterschaft 2017
- Olympische Winterspiele 2018
- Weltmeisterschaft 2019